# أويجيونغبو
أويجيونغبو  هي مدينة في كوريا الجنوبية، تتبع مقاطعة غيونغي، بلغ عدد سكانها 421,579  نسمة في 2015، تبلغ مساحتها 81.59 كيلومتر مربع.

## أعلام
- أوه جاي سوك